# Candan Erçetin
Candan Erçetin (ur. 10 lutego 1963) – turecka piosenkarka.

## Dyskografia
Albumy
- Hazırım (1995)
- Sevdim Sevilmedim (1996)
- Çapkın (1997)
- Oyalama Artık (1998)
- Elbette (1999)
- Unut Sevme (2001)
- Neden (2002)
- Chante Hier Pour Aujourd'hui (2002)
- Remix (2003)
- Melek (2004)
- Remix's (2005)
- Aman Doktor (2005)
- Ben Kimim (2009)